# D-Company
Die D-Company ist ein indisch-pakistanisches Verbrecher-Syndikat mafiöser Struktur, welches weit über die nationalen Grenzen beider Länder hinweg agiert. An der Spitze der streng hierarchischen Befehlsstruktur steht Dawood Ibrahim, Gründer der D-Company, einer der meistgesuchten Kriminellen und laut Forbes einer der mächtigsten Menschen der Welt. Das D in D-Company steht für Dawood. Die D-Company hat Verbindungen zu den Taliban, zu Al-Qaida und zur Laschkar e-Taiba.

## Anfänge
Mitte der 1970er Jahre stahl Dawood Ibrahim gemeinsam mit ein paar Freunden Schmuggelware im großen Stil von einem Schiff. Der als eines von zehn Kindern in Armut aufgewachsene Ibrahim setzte das Geld schnell in Autos und teure Kleidung um und war fortan am schnellen Geld interessiert. Er dealte mit Drogen, knüpfte Kontakte zur Glitzerwelt Bollywoods und pflegt Freundschaften zu Schauspielern. Durch Drogenhandel und Erpressungen wird er schnell reicher. Als Indira Gandhi mit harter Hand gegen organisierte Kriminalität in Indien vorgeht und Razzien mit gewaltigen Polizeipersonal gedeckt durch Notstandsgesetzgebung verordnet, entsteht im Untergang vieler Klans ein plötzliches Machtvakuum in der Unterwelt von Mumbai, das Dawood Ibrahim nutzen wollte. Im Alter von 19 Jahren begründete er zusammen mit ein paar Freunden eine Verbrecherbande, welche in der Presse bald D-Company genannt wurde.

## Weitere Entwicklungen
1992/93 wurde die Indische Metropole Bombay (heute Mumbai) durch massive religiös aufgeputschte Krawalle erschüttert. Plündernd und mordend sorgte ein hinduistisch-extremistischer Mob im muslimischen Viertel für Angst und Schrecken. Ganze Familien wurden ausgelöscht, indem beispielsweise Wohnungen und ganze Häuser in Brand gesetzt und anschließend die Bewohner eingeschlossen bzw. bei der Flucht zu Tode geprügelt wurden. 
Eine Untersuchung seitens der Justiz zeigte, dass die Polizei diese Unruhen aktiv unterstützt hatte, woraus sich ein muslimischer Gegenterror entwickelte. Der folgende, vom feindlich-muslimischen Pakistan unterstützte Bombenkrieg (Kaufhaus-, Wegerand- und Autobomben) trug zur Eskalation durch Mobilisierung der radikalen Kräfte auf beiden Seiten bei. Mit Geldern von Dawood Ibrahim wurden muslimische "Selbstschutzmilizen" finanziert, aus denen sich in nur wenigen Jahren die größte Bande des organisierten Verbrechens der Stadt formte.

## Hauptbetätigungsfelder
Dem Syndikat werden organisierte Machenschaften in folgenden Bereichen nachgesagt:
- seit frühestem Anbeginn Finanzierung, Drogenhandel, Erpressung, Schutzgeldgeschäfte im indischen Film-Business von Mumbai,
- seit einigen Jahren im Immobiliengeschäft beinahe aller Länder des Nahen und Mittleren Ostens
- inzwischen sei die D-Company auch im Wettgeschäft „ganz groß dabei“ und zunehmend bei der Allokation von Schmiergeldern bei internationalen Logistik- und Telekommunikationsdeals beteiligt, berichtete jüngst die Zeitung Times of India
- zentrales und ertragsreichstes Geschäft ist jedoch der nahezu globale Waffen- und Drogenschmuggel sowie Menschenhandel,  Prostitution und Auftragsmorde.

## Organisation

Zum Vergleich: Eine typische Mafia-Hierarchie

Informationen über die D-Company liegen vor allem aus Quellen investigativem Journalismus vor, der sich wiederum beinahe ausschließlich  auf geheimdienstliches Material stützt. Laut dem Nachrichtenmagazin Der Spiegel ist die D-Company streng hierarchisch organisiert, wobei die Zahl der aktiven Mitglieder bei etwa 5.000 liegt. Folgende Hierarchiestufen, gelten als gesichert: 
- Dawood Ibrahim („Bandenchef“)
- die Bhais, die Brüder (vergleichbar Oberhäuptern der italienischen und italo-amerikanischen Mafiafamilien)
- etliche Grade von Leutnanten (regionale Kommandeure)
- die Goondas (sog. „Fußsoldaten“)
- die Taporis (einfache Mitglieder)[6]